# Silla Instinkt 2
Silla Instinkt 2 ist das elfte Soloalbum des deutschen Rappers Silla. Es erschien am 20. September 2019 über das Label Major Movez und wird von Soulfood vertrieben.

## Produktion
Das Album wurde unter anderem von den Musikproduzenten Chris Jarbee, Menju, Aside, DJ Gan-G und Neo produziert.

## Covergestaltung
Das Albumcover zeigt Silla, der in grauem Pullover und grauer Jogginghose auf einer schwarzen Couch sitzt und den Betrachter anblickt, wobei er sich eine Hand vor Mund und Nase hält. Im Vordergrund befindet sich der Titel Silla Instinkt 2 in Weiß, während rechts oben das Silla-Logo sowie der Schriftzug Major Movez stehen. Der Hintergrund ist komplett schwarz gehalten.

## Gastbeiträge
Auf drei Liedern des Albums treten neben Silla weitere Künstler in Erscheinung. So ist der Rapper King Orgasmus One auf dem Song Ego zu hören, während der Sänger Mehrzad Marashi einen Gastauftritt bei Du & ich hat. Zudem sind die Rapper Massaka und Shadow030 am Track DNA Probe beteiligt.

## Titelliste
| #  | Titel                        | Gastmusiker        | Länge |
| -- | ---------------------------- | ------------------ | ----- |
| 1  | 7ter Sinn                    |                    | 1:35  |
| 2  | Tempelhof Samurai            |                    | 2:47  |
| 3  | O-Dog                        |                    | 2:34  |
| 4  | Groß in Berlin               |                    | 2:45  |
| 5  | Eisen                        |                    | 2:23  |
| 6  | Yuri Boyka                   |                    | 3:21  |
| 7  | Alles zersägt                |                    | 2:51  |
| 8  | DNA Probe                    | Massaka, Shadow030 | 3:22  |
| 9  | Ego                          | King Orgasmus One  | 3:30  |
| 10 | Keine Tränen                 |                    | 3:50  |
| 11 | Brust aus Beton              |                    | 1:40  |
| 12 | Sturm                        |                    | 2:00  |
| 13 | Von nichts zu etwas zu allem |                    | 2:59  |
| 14 | Du & ich                     | Mehrzad Marashi    | 3:18  |
| 15 | Bad Boy wie Biggie           |                    | 3:07  |
| 16 | 100 Killa Bars Armageddon    |                    | 5:17  |

## Chartplatzierungen und Singles
Silla Instinkt 2 stieg am 27. September 2019 für eine Woche auf Platz 30 in die deutschen Albumcharts ein.
Bereits am 2. Dezember 2017 erschien der später auf dem Album enthaltene Song Keine Tränen als Single. Am 27. Juli 2018 folgte die zweite Auskopplung Alles zersägt und am 31. Mai 2019 wurde mit Tempelhof Samurai das dritte Lied veröffentlicht. Vor Erscheinen des Albums folgten anschließend noch die Songs Yuri Boyka, Groß in Berlin, O-Dog und Von nichts zu etwas zu allem. Zu allen Singles wurden auch Musikvideos gedreht.

## Rezeption
| Professionelle Bewertungen | Professionelle Bewertungen |
| -------------------------- | -------------------------- |
| Kritiken                   |                            |
| Quelle                     | Bewertung                  |
| laut.de                    | [ 3 ]                      |

Dominik Lippe von laut.de bewertete Silla Instinkt 2 mit drei von möglichen fünf Punkten. Das Album schwanke „zwischen stärkeren (100 Killa Bars Armageddon) und pathetisch schwächeren Songs (Keine Tränen),“ wobei der Rapper textlich nur zwischen Extremen wandele: „Entweder kulminiert seine Niedergeschlagenheit in suizidalen Gedanken, oder er frönt einer comichaften Unbezwingbarkeit.“
Daniel Fersch vom HipHop-Magazin MZEE.com meinte, das Album „knüpft nahtlos an den Vorgänger an, was der ganzen Rückbesinnungsmentalität zweifelsohne zu Gute kommt. Im selben Moment wirkt das jedoch alles andere als zeitgemäß.“